# توقعات رشيدة
التوقعات الرشيدة (بالإنجليزية: Rational Expectations)‏ تتطلب الكثير من نظريات الاقتصاد الكلي المعاصرة وهذا افتراضا بجميع المتعاملين في الإقتصاد، وينص هذا الافتراض على أن العمال والمستهلكين والموردون يتخذون قراراتهم بناء على كل المعلومات المتوفّرة والخبرات السابقة التي تمكنهم من تكوين قراءة رشيدة للأوضاع المستقبلية. ويترتب على هذا الافتراض أن توقعات المتعاملين في الاقتصاد هي مجملا صحيحة. ويتم تطبيق هذا الافتراض في الكثير من النماذج الاقتصادية التي تدرس التفاعلات الاقتصادية عبر الوقت.